# 熊ノ平駅
熊ノ平駅（くまのたいらえき）は、かつて群馬県碓氷郡松井田町大字坂本（現安中市松井田町坂本）に存在した、日本国有鉄道（国鉄）信越本線の駅である。

## 歴史
- 1893年（明治26年）4月1日：信越本線横川 - 軽井沢間が開通し、熊ノ平信号場（くまのたいらしんごうじょう）が、給水給炭所として設置[1]。また、丸山信号場 - 矢ヶ崎信号場間は単線のため、列車交換設備も設けられた。
- 1901年（明治34年）7月13日：矢ヶ崎信号場付近で碓氷峠列車逆走事故。
- 1906年（明治39年）10月1日：鉄道駅に昇格[1]。
- 1912年（明治45年）5月11日：横川 - 軽井沢間直流600 Vで電化
- 1918年（大正7年）3月7日：駅構内で脱線事故が発生（後述）。
- 1937年（昭和12年）7月：熊ノ平変電所が設けられる。
- 1950年（昭和25年）6月9日：駅構内で土砂崩れが発生（後述）。
- 1966年（昭和41年）2月1日：信号場に降格[1]。
- 1987年（昭和62年）4月1日：国鉄分割民営化に伴い、東日本旅客鉄道（JR東日本）に継承[1]。
- 1997年（平成9年）9月30日：北陸新幹線（高崎駅 - 長野駅間）先行開通に伴い、信越本線横川 - 軽井沢間廃線と共に廃止[1]。
- 2018年（平成30年）8月17日：旧熊ノ平変電所本屋が重要文化財「旧碓氷峠鉄道施設」に指定される[2] [3]。

## 駅構造
相対式ホーム2面2線を有する地上駅。大正時代には上下線の間に中線が敷設されたが（写真参照）、第二次世界大戦後に撤去されている。
信号場降格時にホームは使用停止となるが、現在もなお残置されている。トンネルに挟まれ有効長を十分に確保できないため、アプト式鉄道時代の列車は突込線によっていったんトンネルに入ってから本線脇の押下線に後退して停車する、一種のスイッチバック駅だった。粘着化以降は複線となったため列車交換は無くなり、閉塞境界（信号場）としての機能だった。
碓氷峠に挑むこの区間はアプト式で建設されたが、停車場内は平坦（レベル）で、ラックレールも設置されていない。上の写真に見られるように、電化方式は第三軌条方式であった。
構内にある熊ノ平変電所は1937年（昭和12年）に設置され、1962年（昭和37年）の粘着式への転換時に改修を受け、横川 - 軽井沢間の廃線まで使用された。その後2018年（平成30年）8月17日に重要文化財に指定されている。

## 力餅
駅として営業していた当時は、玉屋が力餅を販売していた。信号場へ降格後は坂本宿の方へ店を移し、「玉屋ドライブイン」として現在も営業している。

## 事故・災害

### 構内列車脱線事故（1918年）

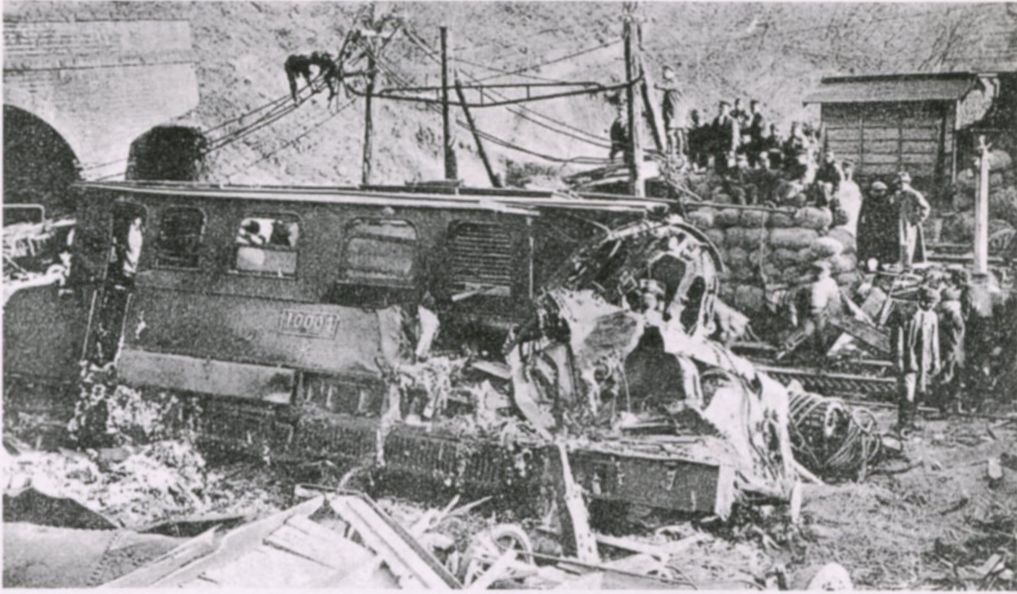
1918年（大正7年）3月7日に発生した熊ノ平駅列車脱線事故現場の様子

1918年（大正7年）3月7日、横川から軽井沢方向に登っていた貨第191列車（10000形電気機関車2両+貨車10両+有蓋緩急車1両）の本務機関士が、第20号トンネル通過中に異臭・異音を感じ緊急停車した。故障は軽微であったことから運行継続を決断し、再発車しようとしたが起動せず、碓氷峠の急勾配を退行し始めた。機関士は制動を試みたが発電ブレーキが故障して効かず、10箇所のトンネルを通過暴走して熊ノ平駅の引込線に突っ込み、第10号トンネル終点側出口壁に衝突した。列車は転覆して大破、これにより歯車緩急車の運転助士、前部車掌の乗務員2名、熊ノ平駅転轍手1名の計3名が即死、本務機機関士1名が重傷後死亡で計4名が犠牲となり、その他4名が負傷した。
列車の牽引機であった10000形電気機関車はドイツ国から輸入した日本国内における黎明期の電気機関車であり、当時から故障が頻発していた中での惨事だった。

### 大規模崩落事故（1950年）
1950年（昭和25年）6月は碓氷峠周辺で降雨が続き、上旬だけで軽井沢測候所で150ミリメートルもの雨量が観測された。そのような中、6月8日の午後8時半頃に熊ノ平駅構内の第10号トンネル北側で約3,000立方メートルの土砂が崩壊して本線・突込線が埋没した。
この時点で人的被害はなく、作業員を160人による復旧作業が開始された。しかしながら含水量が多いことなどから作業が難航した上、翌6月9日午前6時6分頃にその上方で7,000立方メートルほどの崩落が発生。
駅舎と鉄道公舎8棟が倒壊、駅長を含む関係者約80人が生き埋めとなった。最終的に死者56人、重傷24人。
その後、手作業での救出作業が行なわれたが、6月11日午後11時半頃に3回目、6月12日午前7時24分に4回目の崩落がそれぞれ起きた。線路は延長70メートルにわたって幅60メートル、深さ2メートルの土砂が堆積した。6月22日までに駅長を始めとした遺体はすべてが回収され、信越本線は6月20日に開通、6月23日に完全復旧した。
同年6月29日、合同慰霊祭が坂本町立坂本中学校において挙行。施主を務めた東京鉄道局長に対して、昭和天皇、香淳皇后から生花が贈られた。
同年には飯田線でもトンネル崩落が起きており、国鉄がローカル線の保守を軽視しているという意見も出た。一周忌にあたる1951年（昭和26年）6月9日におよび同職員寄付で「熊ノ平殉難碑」が建立された。

## 駅周辺
信号場に降格後50年以上も経っているが、国道18号（旧道）から当駅へ続く階段の遺跡は一部健在である。草生した夏場では解りづらいが、草が枯れる秋から春までは確認できる。
- 碓氷第三橋梁（通称・めがね橋）
- 国道18号（旧道）
- 熊ノ平駐車場

## 隣の駅
日本国有鉄道
信越本線
横川駅 - （丸山信号場）- 熊ノ平駅 - （矢ヶ崎信号場） - 軽井沢駅
※丸山信号場、矢ヶ崎信号場は1966年（昭和41年）7月2日に廃止

## 現在のアクセス
- JRバス関東碓氷線（めがねバス）で「熊ノ平駐車場」バス停で下車[注 1]、横川駅から20分、軽井沢駅から19分※季節限定・1日1往復
- アプトの道で峠の湯から徒歩70分、横川駅から徒歩120分